# Jorge Vala
Jorge Manuel Vala Salvador,psicólogo social, é um professor universitário português, Investigador Coordenador no Instituto de Ciências Sociais da Universidade de Lisboa. Os seus trabalhos estão publicados em livros e revistas especializadas, entre as quais, Análise Social, Psicologia, European Journal of Social Psychology, Journal of Experimental Social Psychology, International Journal of Psychology, Social Justice Research e British Journal of Social Psychology.

## Carreira
Jorge Vala é doutor em Psicologia Social pela Universidade Católica de Louvain, foi Professor Catedrático do ISCTE e é Investigador Coordenador no Instituto de Ciências Sociais da Universidade de Lisboa.
Foi Professor Convidado em várias Universidades, entre as quais a Universidade de Paris V, a EHESS e a Universidade Estadual do Rio de Janeiro, a Universidade Federal da Paraíba e Universidade de Lausanne. Foi membro da Direcção da European Association of Experimental Social Psychology e Director da Revista Psicologia. É Coordenador Nacional do European Social Survey e Membro da Comissão Executiva e da Comissão Científica do European Values Study. É membro do Conselho Científico da Fondation Suisse pour la Recherche en Sciences Sociales (FORS). Foi Presidente do Conselho Científico do ICS- ULisboa entre 2007 e 2009 e Diretor do mesmo Instituto entre 2009 e 2014. Recebeu o Prémio Codol da European Association of Social Psychology e o Prémio Carreira da Associação Portuguesa de Psicologia.

## Estudos
O foco de seu trabalho é a Psicologia Social dos processos sócio-cognitivos, nomeadamente no campo das representações sociais e ideologias, normas sociais e identidades sociais. Os projectos que tem em curso articulam estes processos com vista ao estudo do racismo e do preconceito, das migrações, das atitudes políticas, da justiça social e da validação do conhecimento quotidiano.